# Busta Rhymes
Pour les articles homonymes, voir Trevor Smith (homonymie) et Smith.
Busta Rhymes, de son vrai nom Trevor George Smith, Jr., né le 20 mai 1972 à Brooklyn, New York, est un rappeur, producteur et acteur américain. Chuck D du groupe Public Enemy lui attribue le nom de Busta Rhymes, en s'inspirant du receveur de la NFL, George « Buster » Rhymes. Au début de sa carrière, il est connu pour son mode vestimentaire, puis mieux connu actuellement pour sa technique de rap ou pour ses nombreuses nominations aux Grammy Awards.
About.com classe l'artiste dans sa liste des « 50 meilleurs rappeurs de notre temps » (1987–2007), et Steve Huey d'AllMusic le considère comme l'un des rappeurs les plus importants des années 1990. En 2012, le magazine The Source le classe dans son top 50 des meilleurs paroliers de tous les temps. MTV le considère comme l'« un des plus grands visionnaires du hip-hop. »
Busta Rhymes est à la fois membre des Leaders of the New School et membre fondateur du label Conglomerate (autrefois appelé Flipmode Entertainment) et de l'équipe de production The Conglomerate (anciennement Flipmode Squad). En novembre 2011, Busta Rhymes signe un contrat avec Cash Money Records. Il compte au total huit albums, le premier étant intitulé The Coming, publié en 1996, et certifié à de multiples reprises disque de platine. Ses singles à succès incluent notamment Woo Hah!! Got You All in Check, Dangerous, Turn It Up (Remix)/Fire It Up, Gimme Some More, What's It Gonna Be?!, Pass the Courvoisier, Part II, I Know What You Want et Touch It. En 2012, il prévoit la publication de l'album E.L.E.2 (Extinction Level Event 2), une suite de son album E.L.E. (Extinction Level Event): The Final World Front.

## Biographie

### Jeunesse et débuts
Trevor Tahiem Smith, Jr. est né le 20 mai 1972 dans le quartier de Brooklyn, à New York. Il est le fils de Geraldine Green et Trevor Smith, tous les deux originaires de Jamaïque,. À 12 ans, il emménage avec sa famille à Uniondale, Long Island, puis en Angleterre,  alternant entre Liverpool et Morecambe avant ses études à l'Uniondale High School, d'où il est diplômé en 1990. Smith étudie à la George Westinghouse Career and Technical Education High School, aux côtés de Jay-Z, DMX et The Notorious B.I.G.,,.

### Leaders of the New School et popularisation (1989–1993)
En 1989, Smith, aux côtés des rappeurs originaires de Long Island Charlie Brown (né Bryan Higgins), Dinco D (né James Jackson) et Cut Monitor Milo (né Sheldon Scott), forment le groupe de rap East Coast appelé Leaders of the New School (LONS). Le groupe est mieux aperçu lorsqu'il joue aux côtés de Public Enemy. Chuck D de Public Enemy donna à Busta Rhymes et Charlie Brown leurs noms de scène respectifs. Leaders of the New School se lance dans les enregistrements à la fin de 1989 et publie leur premier album A Future Without a Past... en 1991 au label Elektra Records. Au début de 1992, le groupe participe au posse cut Scenario du groupe A Tribe Called Quest, dans lequel le verset de Busta Rhymes le propulse dans la conscience culturelle. En 1993, ils publient T.I.M.E. (The Inner Mind's Eye). Peu après, cependant, des tensions surviennent à cause de la montée en popularité de Busta Rhymes, ce qui mène à la séparation du groupe lors des Yo! MTV Raps.
En été 1992, Busta Rhymes participe aux chansons de nombreux rappeurs et groupes comme Big Daddy Kane, Another Bad Creation, The Notorious B.I.G., Brand Nubian, A Tribe Called Quest, KRS-One, et à des interludes sur le premier album de Mary J. Blige, What's the 411? et au deuxième album du groupe TLC, CrazySexyCool. Il participe également à la couverture de l'album Midnight Marauders du groupe A Tribe Called Quest. Au début de 1993, il joue dans Who's the Man? aux côtés de ses anciens partenaires de LONS. Cette même année, il participe au film Strapped diffusé sur la chaîne HBO aux côtés de Fredro et Bokeem Woodbine, ainsi que dans le film Higher Learning aux côtés d'Ice Cube et Omar Epps. À la fin de 1994, après sa participation à la chanson Oh My God du groupe A Tribe Called Quest, il s'associe avec Puff Daddy, LL Cool J, Rampage et son ancien camarade de classe The Notorious B.I.G., sur un remix du titre Flava In Ya Ear de Craig Mack. Pendant ce temps, Rhymes s'engage dans une battle mémorable contre le futur Ol' Dirty Bastard. Rhymes travaillera aussi avec Diddy, Notorious B.I.G., The LOX, Fugees, Mary J. Blige, Foxy Brown, Mase, Jay-Z, Michael Jackson, DMX, Lil' Kim et Snoop Dogg pour plusieurs chansons qui ne seront jamais publiées.

### Premiers albums (1995–1999)
En été 1995, Busta Rhymes se lance dans son premier album The Coming, qu'il publie le 26 mars 1996 et atteint la 6e place du Billboard 200. Un mois avant la publication de l'album, il sort le single à succès Woo Hah!! Got You All in Check. L'album suivant, When Disaster Strikes..., publié le 23 septembre 1997 comprend les singles Put Your Hands Where My Eyes Could See et Dangerous. Cet album atteint la troisième place du Billboard 200.
En 1998, Busta Rhymes publie The Imperial avec le groupe Flipmode Squad, qui compte, outre Busta, Rah Digga, Rampage, Lord Have Mercy, Spliff Star et Baby Sham. La même année, il enregistre et publie son nouvel album Extinction Level Event (Final World Front) le 8 décembre 1998. Le single Gimme Some More — qui reprend le thème du film Psycho — atteint la 46e place Rhythmic Top 40. L'album, qui atteint la 12e place du Billboard 200, est remarqué pour son rap rapide, en particulier sur la chanson Iz They Wildin Wit Us? avec Mystikal.
Busta Rhymes publie ensuite, le 8 décembre 1998, l'album Extinction Level Event: The Final World Front inspiré du film catastrophe Deep Impact. Les singles Gimme Some More et What's It Gonna Be, avec Janet Jackson, en sont les principaux titres.

### Anarchy,Genesis, etIt Ain't Safe No More(1999–2004)

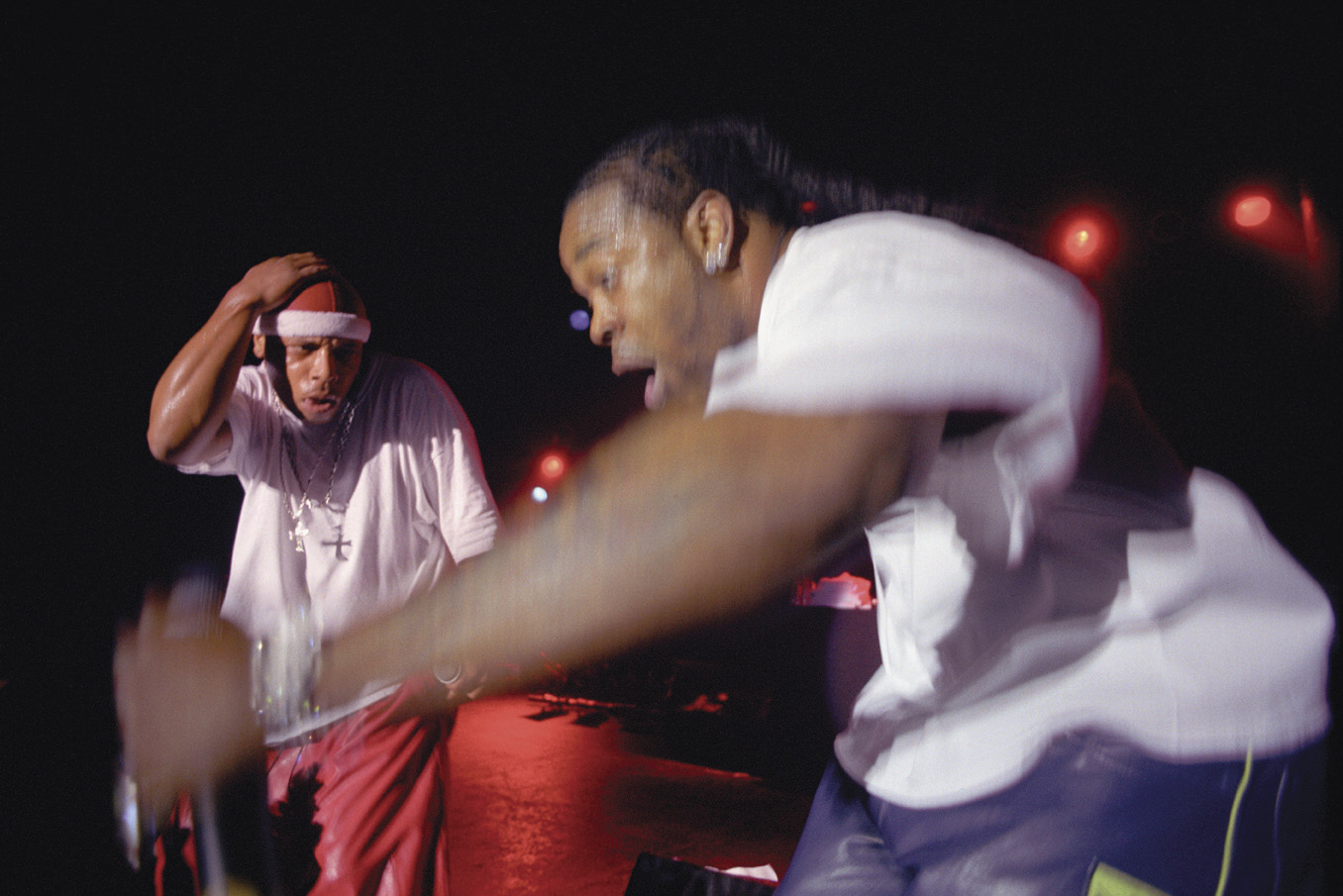
Busta Rhymes en 2002.

En 2000 sort Anarchy, son quatrième album solo. L'album ne rencontre pas un énorme succès. Par ailleurs, Busta Rhymes quitte Elektra Records pour J Records.
En 2001, il sort un nouvel album intitulé Genesis. Le succès rencontré est à la hauteur de son tube, Break Ya Neck, dont la rapidité du flow est remarquable. Genesis contient aussi Shut Em Down 2002, produit par Pete Rock, et Pass the Courvoisier, et est produit par des noms de renommée mondiale comme Dr. Dre, The Neptunes ou encore J Dilla.
En 2002, Busta Rhymes sort son sixième album It Ain't Safe No More. Le premier single extrait, Make It Clap, rencontre un immense succès, surtout après un remix avec Sean Paul. Le second, I Know What You Want avec Mariah Carey, est lui aussi très populaire.
En 2004, il prête sa voix dans le jeu vidéo Def Jam: Fight for NY à son personnage, Magic.

### The Big BangetBack on My B.S.(2006–2009)
Pour son album suivant, Busta Rhymes signe sur le label de Dr. Dre, Aftermath Entertainment. Le 12 juin 2006 sort donc The Big Bang dont les premiers singles sont Touch It (et son remix avec maints invités : Lloyd Banks, DMX, Rah Digga, Papoose, Mary J. Blige, Hebo, Missy Elliott, Method Man, Jay-Z et Nas) et I Love My Bitch (I Love My Chick pour les ondes américaines) avec Will.i.am et Kelis. Le clip reprend le concept du film Mr. et Mrs. Smith avec Gabrielle Union qui reprend ici le rôle tenu par Angelina Jolie.
En novembre 2007, il sort, avec le DJ Mick Boogie, une mixtape en hommage au producteur décédé en février 2006, J Dilla. La mixtape, intitulée Dillagence, est composée de morceaux enregistrés sur des instrumentales produites par Dilla mais que Busta n'avait jamais utilisées. J Dilla avait collaboré avec Busta Rhymes dès les débuts en solo de ce dernier et remixant son tube Woo-Hah! Got You All in Check en 1996 et en participant ensuite à tous ses albums.
En 2008, Bus-A-Bus devait sortir son huitième opus solo. Au départ intitulé Before Hell Freezes Over However puis Blessed, il s'intitule finalement Back on My B.S.. L'album, repoussé de nombreuses fois, sort finalement en mai 2009. Le premier single est Arab Money produit par et avec Ron Browz. La sortie de l'album avait été contrariée par le changement de label du rappeur : en septembre 2008, il avait quitté Aftermath/Interscope après une brouille avec Jimmy Iovine avant de rejoindre le célèbre label de soul, Motown, filiale d'Universal Music Group.

### Cash Money, mixtapes et albums (années 2010)

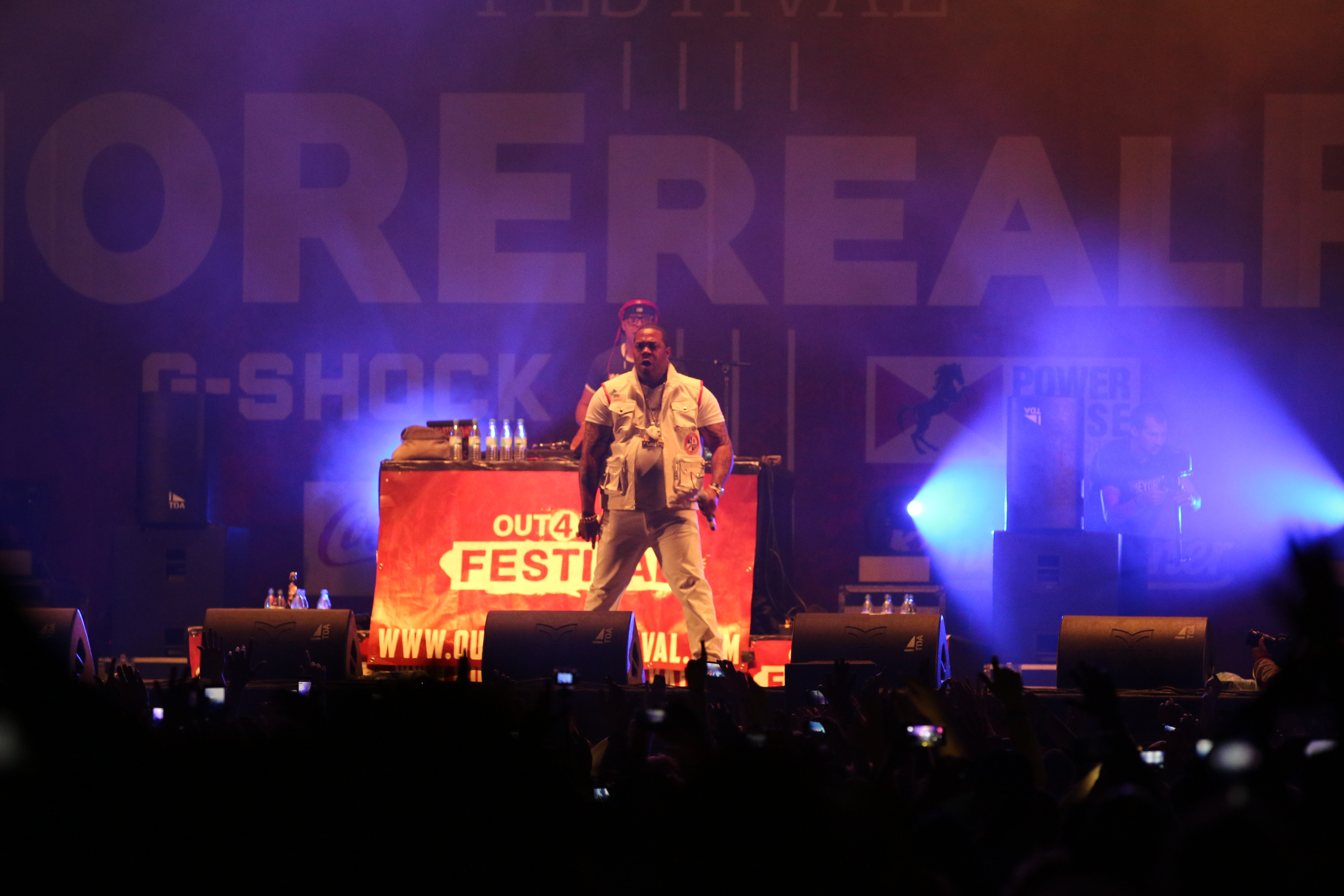
Busta Rhymes sur scène en 2015.

En septembre 2009, Busta Rhymes annonce un neuvième album aux côtés de Boi-1da, intitulé The Chemo. À cette période, il annonce l'avoir terminé à 80 %. En mai 2010, Busta Rhymes change le titre de son album de The Chemo pour Extinction Level Event 2, faisant de l'album une suite de l'album Extinction Level Event (Final World Front).
Lors d'un entretien le 6 août 2010 avec Conspiracy Worldwide Radio, le producteur DJ Premier annonce avoir envoyé huit beats à Busta Rhymes, que ce dernier ne souhait pas utiliser. En 2011, Rhymes enregistre la chanson Look at Me Now avec Chris Brown et Lil Wayne pour le quatrième album de Brown, F.A.M.E.. 
Le 1er mai 2011 Rhymes participe au lancement du show américain Big Brother Africa 6: Amplified. En 2011, Busta Rhymes joue au Gathering of the Juggalos. Busta Rhymes contribue également à l'album All 6's and 7's de Tech N9ne, sur le single, Worldwide Choppers. Il enregistre ensuite avec Justin Bieber la chanson Drummer Boy de son album, Under the Mistletoe, publié le 1er novembre 2011. Le 11 novembre 2011, une chanson dédiée à Heavy D intitulée You Ain’t Gotta Wait Till I’m Gone est publiée.
En août 2012, il publie un album gratuit intitulé Year of the Dragon sur le site Google Play.

### Le retour (années 2020)
En octobre 2020, il sort son dixième album studio, Extinction Level Event 2: The Wrath of God, qui fait suite à Extinction Level Event: The Final World Front. Il s'agit de son premier album studio depuis 2012.

## Vie privée
Rhymes est père de quatre enfants : T'Ziah (né en 1993), T'Khi (né en 1999), Trillian (né en 2001), et Mariah (née en 1998),,.
Le 2 septembre 2007, le rappeur se convertit à l'Islam.

## Affaires judiciaires
En décembre 1998, Rhymes a été arrêté et accusé de possession d'une arme non enregistrée après avoir été arrêté lors d'un contrôle routier de routine à New York. Le 6 octobre 2000, il a été condamné à cinq ans de probation après avoir plaidé coupable plus tôt dans l'année.
Le 20 août 2006, Busta Rhymes a été arrêté et traduit en justice pour agression au troisième degré après avoir attaqué un homme qui aurait craché sur sa voiture à New York le 12 août après le festival de musique AmsterJam sur Randall's Island.
Le 20 février 2007, Busta Rhymes a refusé une négociation de peine proposée par le parquet pour l'agression de son ancien chauffeur, Edward Hatchett. Cette négociation prévoyait une peine de prison de six mois et un plaidoyer de culpabilité pour deux agressions : celle contre Hatchett et celle contre l'ancien supporter. Le litige avec Hatchett aurait pour origine des arriérés de salaire que ce dernier estimait lui être dus. La juge du tribunal pénal de Manhattan Becki Rowe, a proposé à Busta une autre option, plaidant coupable d'agression au troisième degré. Les conditions de la peine proposée comprendraient cinq jours de travaux d'intérêt général, deux semaines de cours pour jeunes et six mois de cours de gestion de la colère, ainsi que trois ans de probation.
Le 10 janvier 2025, Busta Rhymes a été impliqué dans l'agression d'un de ses assistants Dashiel Gables, après une dispute due à un conflit de livraison de nourriture près du coin des rues Jay et Front dans le quartier Dumbo de Brooklyn. La victime a subi des blessures au visage avec un gonflement visible. Rhymes s'est rendu à la police. Il a été arrêté et inculpé d'agression au troisième degré. Il a reçu une contravention, l'obligeant à comparaître devant un tribunal pénal pour sa mise en accusation. 

## Discographie

### Albums studio
- 1996 : The Coming
- 1997 : When Disaster Strikes...
- 1998 : Extinction Level Event: The Final World Front
- 2000 : Anarchy
- 2001 : Genesis
- 2002 : It Ain't Safe No More
- 2006 : The Big Bang
- 2009 : Back on My B.S.
- 2012 : Year of the Dragon (album en téléchargement libre)
- 2020 : Extinction Level Event 2: The Wrath of God
- 2023 : Blockbusta

### Compilations
- 2001 : Total Devastation: The Best of
- 2002 : Turn It Up!: The Very Best of
- 2004 : The Artist Collection

### Mixtapes
- 2007 : Dillagence (hommage à J Dilla)
- 2007 : Tapemasters Inc Presents-Busta Rhymes And Reek Da Villain (Black Friday Pt. 1)
- 2009 : Back on My Shit!
- 2012 : Catastrophic

### Albums collaboratifs
- 1991 : A Future Without a Past... (avec Leaders of the New School)
- 1993 : T.I.M.E. (The Inner Mind's Eye) (avec Leaders of the New School)
- 1998 : The Imperial (avec Flipmode Squad)
- 2002 : Arsenal for the Streets (avec Flipmode Squad)
- 2003 : Arsenal for the Streets Part 2 (avec Flipmode Squad)
- 2004 : Welcome to the Aftermath (avec Flipmode Squad)
- 2006 : The Crown (Gangsta Grillz Legend Series) (avec The Aphilliates)

### Collaborations et apparitions
- 1991 : Come On Down, feat. Big Daddy Kane et Q-Tip sur l'album Prince of Darkness
- 1991 : Scenario, feat. A Tribe Called Quest, Charlie Brown et Dinco D sur l'album The Low End Theory
- 1993 : Oh My God, feat. A Tribe Called Quest sur l'album Midnight Marauders
- 1993 : Busta's Laments, feat. A Tribe Called Quest
- 1993 : I am I Be, feat. De La Soul, Chip Fu, May May Ali et Dres sur l'album Buhloone Mind State
- 1994 : Alladat, feat. Brand Nubian sur l'album Everything Is Everything
- 1994 : Flava In Ya Ear (Remix), feat. Craig Mack, Puff Daddy, The Notorious B.I.G., LL Cool J et Rampage sur l'album Funk Da World
- 1994 : C'mon Wit Da Git Down, feat. Team Taliban
- 1996 : Psychologically Overcast, feat. Fishbone sur l'album Chim Chim's Badass Revenge
- 1998 : Steppin' It Up, feat. A Tribe Called Quest sur l'album The Love Movement
- 1998 : Oh My God (Remix), feat. A Tribe Called Quest sur l'album The Love Movement
- 1998 : Wow' Niggaz, feat. A Tribe Called Quest, Hebo, Hafid et Algerian'Wahed sur l'album The Love Movement
- 1997 : Whoo Hah (Remix), feat Ol'Dirty Bastard
- 1998 : Do It To Me, feat. E-40 et Suga T sur l'album The Element of Surprise
- 1998 : Parental Discretion, feat. Big Pun sur l'album Capital Punishment
- 1998 : Get Contact, feat. Missy Elliott
- 1998 : Onslaught, feat. Black Moon
- 1999 : Come On and Get Down (Remix), feat. Brand Nubian
- 1999 : Let's Dance, feat. Brand Nubian
- 1999 : Do It Now, feat Mos Def sur l'album Black on Both Sides
- 1999 : Next Shit, feat Pharoahe Monch sur l'album Internal Affairs
- 1999 : Scenario, feat. A Tribe Called Quest, Charlie Brown et Dinco D sur l'album The Anthology
- 1999 : Oh My God, feat. A Tribe Called Quest sur l'album The Anthology
- 1999 : The Onslaught, feat. Black Moon sur l'album War Zone
- 2000 : I.C. Y'All, feat. De La Soul sur l'album Art Official Intelligence
- 2000 : Getting It, feat. DJ Clue & Rah Digga sur l'album The Professional 2
- 2000 : The Monument, feat. Wu-Tang Clan sur l'album The W
- 2001 : Last Night a DJ Saved My Life, feat. Mariah Carey et Fabolous sur l'album Glitter
- 2001 : Holla, sur l'album The Wash OST
- 2001 : What It Is, sur l'album Violator The Album V2.0
- 2001 : When Bus Callz (Insert), feat. Bad Azz sur l'album Personal Business
- 2001 : Gutter 2 The Fancy Ish, feat. Angie Martinez sur l'album Up Close and Personal
- 2003 : Light Your Ass on Fire, feat. Pharrell Williams sur l'album The Neptunes Presents...Clones
- 2003 : Oh!, feat. Obie Trice sur l'album Cheers
- 2003 : Throw Your Shit Up, feat. DJ Envy et Rah Digga sur l'album Blok Party Vol.1
- 2003 : Like a Pimp (Remix), feat. David Banner et Twista sur l'album MTA2 Baptized In Dirty Water
- 2003 : Fire, feat. Joe Budden sur l'album Joe Budden
- 2003 : Keep Doing It, feat. Mystikal & Dirtbag
- 2003 : Get Low (Remix), feat. Lil Jon & The Eastside Boyz et Elephant Man sur l'album Lil Jon & The Eastside Boyz
- 2004 : Victory 2004, feat. P. Diddy, The Notorious B.I.G., 50 Cent et Lloyd Banks sur l'album Bad Boy's 10th Anniversary...The Hits
- 2004 : Throw An Elbow, feat. DJ Muggs et Chace Infinite sur l'album Last Assassin
- 2004 : Suicide Bounce, feat. Nas sur l'album Street's Disciple
- 2004 : What's Happenin', feat. Method Man sur l'album Tical Ø: The Prequel
- 2004 : Tough Guy, feat. Xzibit sur l'album Weapons of Mass Destruction
- 2005 : Like Father, Like Son, feat. The Game sur l'album The Documentary
- 2005 : Don't Cha, feat. The Pussycat Dolls sur l'album PCD
- 2006 : Come Thru (Move), feat. DMX sur l'album Year of the Dog... Again
- 2006 : Doctor's Advocate, feat. The Game sur l'album Doctor's Advocate
- 2006 : Geek Down, feat. J Dilla sur l'album The Shining
- 2006 : March, feat. Hi-Tek sur l'album Hi-Teknology²: The Chip
- 2006 : Music For Life, feat. Hi-Tek, J Dilla, Nas, Common et Marsha sur l'album Hi-Teknology²: The Chip
- 2006 : New Crack City, album en collaboration avec Clinton Sparks
- 2006 : I'll Hurt You, feat. Eminem
- 2006 : Touch It (Remix), feat. Lloyd Banks, DMX, Rah Digga, Brooke, Papoose, Mary J. Blige, Missy Elliot, Sean Paul et Spliff Starr
- 2007 : Hurt, feat. T.I. et Alfamega
- 2007 : Walk Witt Me, feat. Freeway
- 2007 : Watch Ya mouth, feat Swizz Beatz
- 2008 : Run the Show, (feat. Kat DeLuna)
- 2008 : We Made It, feat. Linkin Park
- 2008 : She's Like a Star (Remix), feat. Taio Cruz, Sugababes
- 2008 : Peace Sign Index Down, feat. Gym Class Heroes
- 2009 : Arab Money, feat. Ron Browz
- 2009 : Hustler's Anthem 09, feat. T-Pain
- 2009 : World Go Round, feat. Estelle
- 2009 : Respect My Conglomerate, feat. Lil Wayne et Jadakiss
- 2010 : We Are the World 25 for Haiti, feat. LL Cool J, will.i.am, Snoop Dogg et Swizz Beatz
- 2010 : C'mon (Catch 'em by Surprise), feat. Tiësto et Diplo
- 2011 : Look at Me Now, feat. Chris Brown et Lil Wayne
- 2011 : Don't Play Wit It, feat. Lonny Bereal et Chris Brown
- 2011 : Drummer Boy, feat. Justin Bieber
- 2011 : Earthquake (Official Remix), feat. Labrinth
- 2012 : Earthquake (All Stars Remix), feat. Labrinth, Tinie Tempah, Kano et Wretch 32
- 2012 : The Wowan You Love, feat. Ashanti, sur l'album Braveheart
- 2012 : Coke Dope Crack Smack, feat. MurDrr Mastr
- 2013 : Thank You, feat Kanye West, Q Tip et Lil Wayne
- 2017 : Ça va trop vite, feat. Bigflo et Oli, sur l'album La Vraie Vie
- 2023 : King, feat. Apashe, sur l'album Antagonist

## Filmographie

### Comme acteur
- 1993 : Who's the Man? de Ted Demme : Jaween
- 1993 : Meurtres à Brooklyn (Strapped) (téléfilm) : Buster
- 1995 : Fièvre à Columbus University (Higher Learning) de John Singleton : Dreads
- 1996 : Cosby (série TV) (saison 2, épisode 8)
- 1998 : Les Razmoket, le film (The Rugrats Movie)  de Norton Virgien et Igor Kovaljov : Reptar Wagon (voix)
- 2000 : Shaft : Rasaan
- 2000 : À la rencontre de Forrester (Finding Forrester) : Terrell Wallace
- 2002 : Narc : Darnell « Big D Love » Beery
- 2002 : Halloween : Résurrection (Halloween: Resurrection) : Freddie Harris
- 2003 : Dude... We're Going to Rio (vidéo)
- 2003 : The Neptunes Present: Dude We're Going to Rio! (vidéo) : Rhymes
- 2003 : Hip Hop Uncensored Vol. 1: Newrock Stars (vidéo)
- 2003 : Death of a Dynasty
- 2004 : Full Clip : Pope
- 2004 : Strong Arm Steady (vidéo)
- 2004 : Busta Rhymes: Everything Remains Raw (vidéo)
- 2015 : Master Of None : lui-même
- 2025 : Y a-t-il un flic pour sauver le monde ? (The Naked Gun) de Akiva Schaffer : le braqueur de banques

### Comme compositeur
- 2002 : Pimpin' 101 (vidéo)
- 2007 : The Way We Role : avec Shaggy et Elephant Man